# Listă de cărți: L
Lista cărți: A - Ă - B - C - D - E - F - G - H - I - Î - J - K - L - M - N - O - P - Q - R - S - Ș - T - Ț - U - V - W - X - Y - Z
- La Medeleni de Ionel Teodoreanu
- La răscruce de vânturi de Emily Brontë
- Leagănul respirației de Herta Müller
- Legendele Olimpului de Alexandru Mitru
- Legende sau basmele românilor de Petre Ispirescu
- Levantul de Mircea Cărtărescu
- Lolita de Vladimir Nabokov
- Lumea Disc de Terry Pratchett
- Lumea Fluviului de Philip José Farmer
- Luna nouă de Stephenie Meyer
- Lupul de mare de Jack London
- Lupul de stepă de Hermann Hesse